# 平成19年台風第14号
平成19年台風第14号（へいせい19ねんたいふうだい14ごう、アジア名：レキマー〔Lekima、命名国：ベトナム、意味：果物の名前〕）は、2007年（平成19年）9月に発生し、ベトナムに上陸した台風である。発生当初から超大型であるという珍しい台風となった。

## 概要

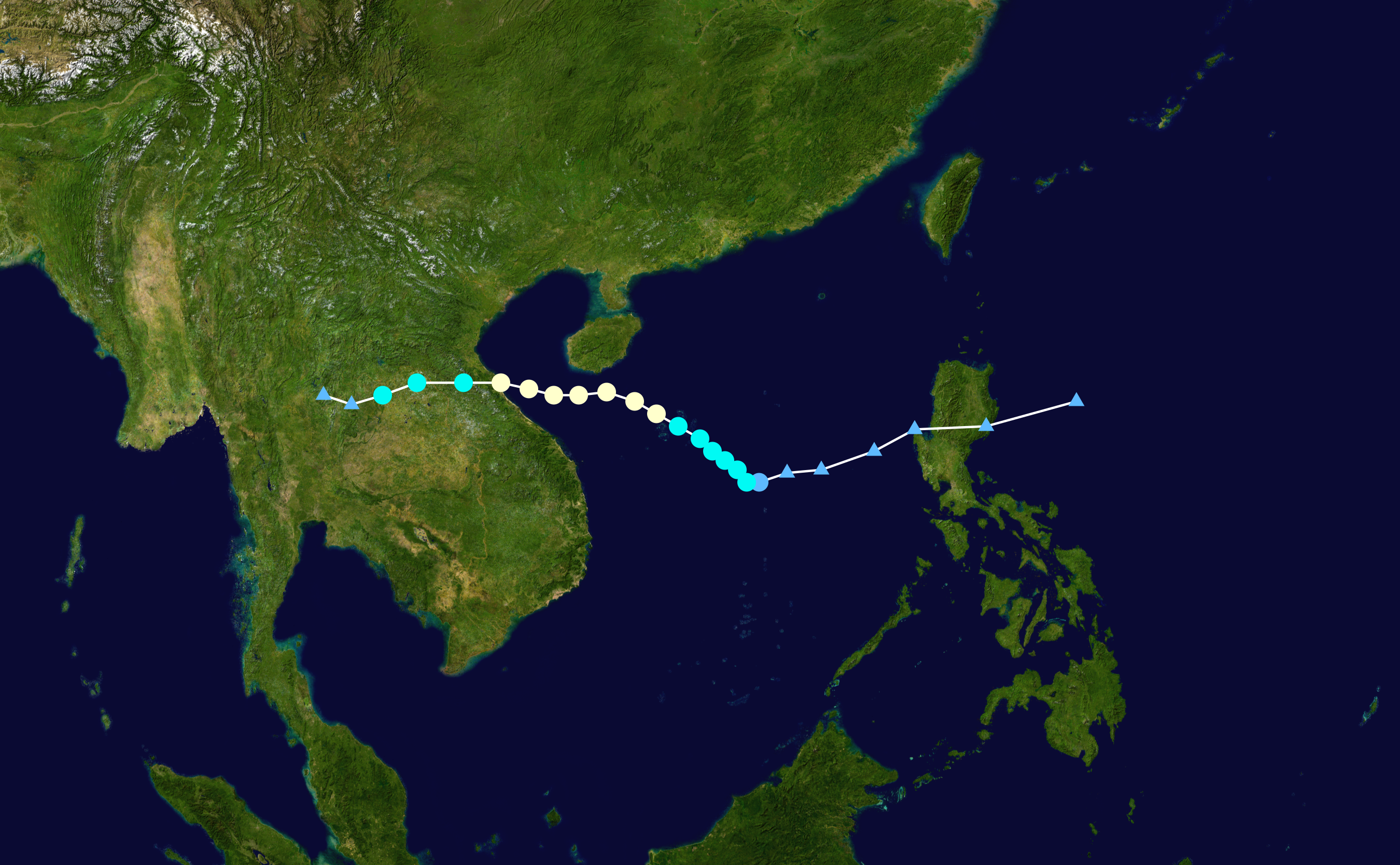
進路図

9月30日に南シナ海中部で台風14号が発生し、アジア名「レキマー（Lekima）」と命名された。命名国はベトナムで、果物の名前に由来する。この台風は、発生当初の時点で既に強風域の直径が1,700kmもあり、超大型の台風に分類された。発生当初の大きさとしては、1977年以降の台風で2021年に台風18号が発生するまでは、最大のものであった。また、超大型の台風に分類されたのも前述した台風が発生するまではこの台風のみであった。。しかし、その広大な雲域ゆえに中心付近では雲のまとまりを欠き、それほど発達することはなかった。台風は10月2日に中国海南島に接近した後、3日に最大風速約32.5 m/sでベトナム北部に上陸。数十万人規模の人が避難した。その後4日にベトナム北部で熱帯低気圧に変わった。

## 被害
この台風は台風に昇格する前から既に熱帯低気圧としてフィリピンを襲っており、フィリピンでも9人の死者と行方不明者、負傷者をそれぞれ1人ずつ出していた。台風が上陸したベトナムでは少なくとも20人が死亡し、8人が行方不明となった。